# Vladimír Syrovátka
Vladimír Syrovátka (Zdolbuniv, Imperio ruso, 19 de junio de 1908 – Praga, Checoslovaquia, 14 de septiembre de 1973) fue un deportista checoslovaco que compitió en piragüismo en la modalidad de aguas tranquilas.
Participó en los Juegos Olímpicos de Berlín 1936, obteniendo una medalla de oro en la prueba de C2 1000 m.

## Palmarés internacional
| Juegos Olímpicos | Juegos Olímpicos   | Juegos Olímpicos | Juegos Olímpicos |
| Año              | Lugar              | Medalla          | Evento           |
| ---------------- | ------------------ | ---------------- | ---------------- |
| 1936             | Berlín ( Alemania) | Medalla de oro   | C2 1000 m        |